# Odalisque, harmonie rouge
Odalisque, harmonie rouge est un tableau réalisé par le peintre français Henri Matisse en 1926-1927. Appartenant à la série des Odalisques, cette huile sur toile représente une odalisque endormie dans un intérieur décoré, sa blouse blanche laissant voir l'un de ses seins. L'œuvre fait partie depuis 1999 des collections du Metropolitan Museum of Art de New York.